# Dovhonosî, Kovel
Dovhonosî (în ucraineană Довгоноси) este un sat în așezarea urbană Liublîneț din raionul Kovel, regiunea Volînia, Ucraina.

## Demografie
Componența lingvistică a localității Dovhonosî
     Ucraineană (98,73%)
     Rusă (1,27%)
Conform recensământului din 2001, majoritatea populației localității Dovhonosî era vorbitoare de ucraineană (98,73%), existând în minoritate și vorbitori de rusă (1,27%).